# Berlin-Dahlem
Dahlem ist ein Ortsteil im Bezirk Steglitz-Zehlendorf in Berlin. Er befindet sich im Südwesten der Stadt zwischen den Ortsteilen Zehlendorf und Steglitz, der Ortslage Lichterfelde West und dem Forst Grunewald. Viele Villen und kleine Parkanlagen prägen das Bild des Ortsteils. Zahlreiche Wissenschaftseinrichtungen sind in Dahlem angesiedelt, darunter auch die Freie Universität Berlin mit mehreren Instituten. Zudem befindet sich hier mit dem Museumszentrum Berlin-Dahlem ein Museumsstandort der Staatlichen Museen zu Berlin mit einer der weltweit bedeutendsten ethnologischen Sammlungen. Seit 2021 werden diese Sammlungen im Humboldt Forum ausgestellt. In Dahlem verblieben ist das Museum Europäischer Kulturen.

## Geschichte

### Dahlem im Mittelalter

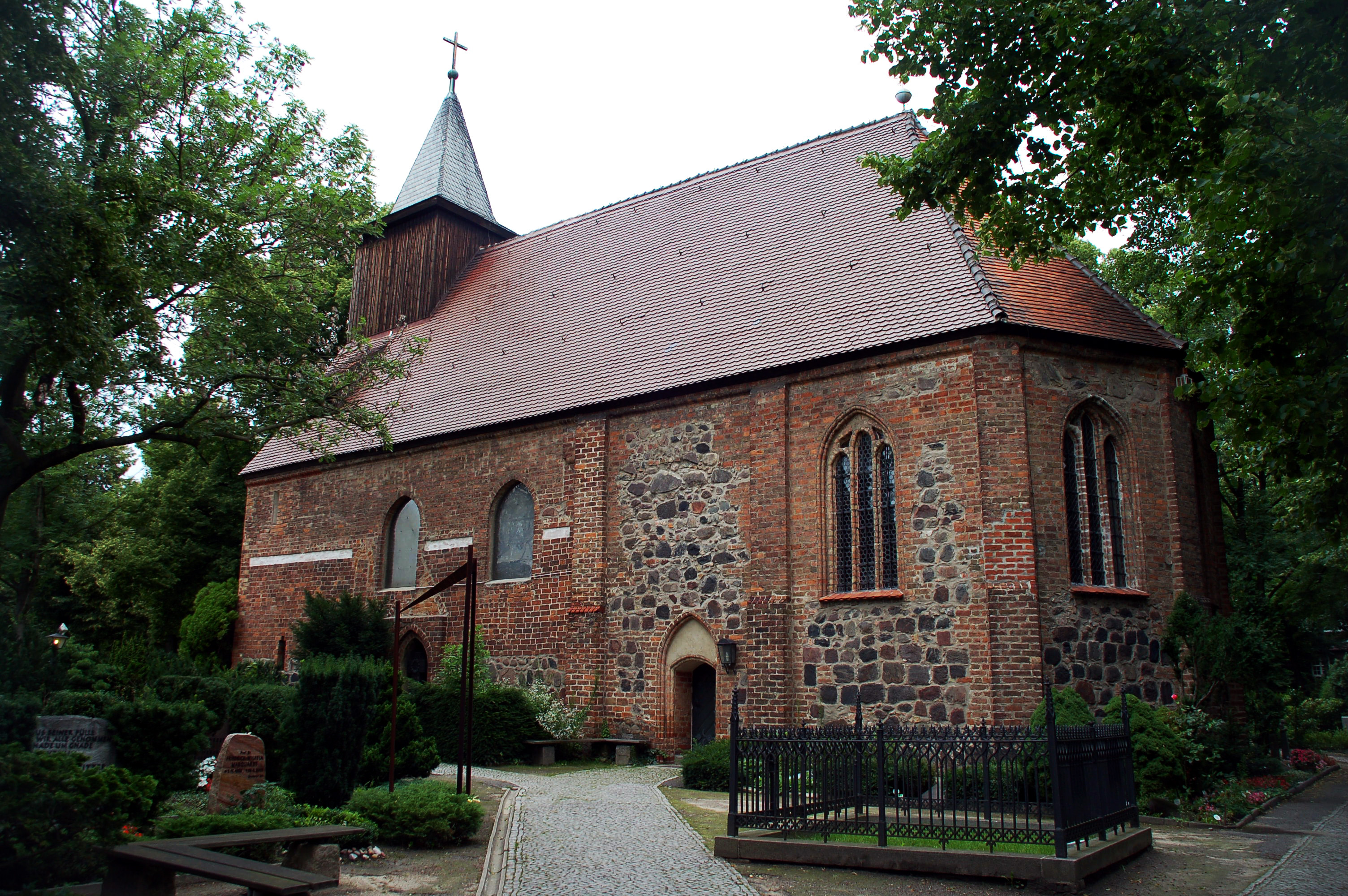
St.-Annen-Kirche, als Steinbau begonnen um 1300, ältestes Gebäude von Dahlem

Das Dorf Dahlem entstand Anfang des 13. Jahrhunderts etwa zwischen 1200 und 1220 „aus wilder Wurzel“, also ohne slawische Vorbesiedlung. Allerdings sind offenbar Slawen aus kleinen benachbarten Siedlungen, die aufgegeben wurden, in das neu gegründete Dorf als Kossäten umgesiedelt worden. Die erste Dorfkirche aus Stein entstand vermutlich um 1300.
Die erste urkundliche Erwähnung Dahlems stammt aus dem Jahr 1275 (Dalm). Im Schossregister, einem Steuerverzeichnis der damaligen Zeit, findet sich bereits 1450 eine Erwähnung des Ritterhofes des Otto von Milow. Der Ort Dalem, wie er im Schossregister bezeichnet wurde, war zu dieser Zeit 40 Hufen groß, davon standen dem Pfarrer zwei abgabenfreie Hufen zu. Es gab weiterhin eine Kirchhufe sowie zehn freie Hufen, die Otto von Milow zustanden. Drei Hufen waren wüst, also nicht belegt. Nach dem Tod des letzten Milow ging das Dorf Dahlem und der Ritterhof vor 1480 an die Brüder Heinrich und Peter von Spiel, die schon 1480 über 20 der 52 Hufen Dahlems verfügten. Die übrigen Hufen waren abgabenpflichtig; es gab einen Kossätenhof. Die von Spiel erhielten das Dorf mit Ober- und Untergerichtsbarkeit, hinzu einen See und das Recht, dort zu fischen (1483). Ein Wohnhof der von Spiel mit einer Größe von 14 Hufen wurde schon 1518 erwähnt. Zu dieser Zeit gab es weiterhin einen Krug. Das repräsentative Gutshaus wurde 1560 von den Spiels erbaut und ist heute das älteste Profangebäude von Berlin. Im Jahr 1608 erschien erstmals ein Rittergut. Im Jahr 1624 lebten sechs Hufner, vier Kossäten, ein Hirte und ein Paar Hausleute in Dahlem. Im Dreißigjährigen Krieg wurde Dahlem schwer verwüstet; im Jahr 1652 lebte noch „ein Mann von 36 Jahren“, alle anderen Bauern- und Kossätenhöfe waren zerstört. 1655 wurde das wüst liegende Dahlem und das Rittergut an Georg Adam von Pfuel verkauft, der es sechzehn Jahre später an seinen Neffen Cuno Hans von Wilmerstorff veräußerte. Letzterer begann intensive Baumaßnahmen in dem vom Dreißigjährigen Krieg schwer in Mitleidenschaft gezogenen Dorf. Seine Bemühungen waren teilweise erfolgreich: Im Jahr 1688 lebte im Dorf wieder ein Schulze mit sechs Hufen. Hinzu kamen 28 wüste Bauernhufen der Familie von Wilmersdorf, zwei Kossätenhöfe mit je einer wüsten Hufe und ein Schäfer. Die Statistik verzeichnete für Dahlem „17 Personen“.
Seit 1700 besaßen die von Wilmersdorf den Ort erblich und lehnsrechtlich. Sie verfügten über einen freien Rittersitz und Wohnhof sowie 14 freie Ritterhufen, Gärten und einen Weinberg. Außerdem besaßen sie die Ober- und Untergerichtsbarkeit, das Kirchenpatronat sowie die Windmühlengerechtigkeit (1715). Der Schulzenhof war mittlerweile wieder wüst gefallen (1707), ebenso ein Meierhof mit sechs Hufen und zwei Sechshufnerhöfe. Besetzt waren nur zwei Vierhufnerhöfe, zwei der drei Kossätenhöfe sowie die Schmiede, die 1707 erstmals erschien. Ein Jahr später gab es im Dorf eine Windmühle. Im Jahr 1711 gab es im Dorf zwei Hufner, vier Kossäten, einen Schmied, einen Hirten, einen Schäfer, einen Großknecht und einen Jungen. Sie zahlten für die nur noch 36 Hufen große Gemarkung je vier Groschen an Abgaben. Aus dem Jahr 1745 wurde lediglich von zwei Bauern, vier Kossäten, der Windmühle und dem Rittergut berichtet. 1771 standen im Dorf sechs Giebel (= Wohnhäuser), in denen unter anderem der Schmied, der Hirte, der Schäfer, der Großknecht und der Kleinknecht wohnten. 1799 verkaufte der letzte Wilmerstorff Dahlem und Schmargendorf an den Grafen Friedrich Heinrich von Podewils, der aber bereits 1804 starb. In seiner Zeit als Gutsherr wurden die letzten Bauern umgesiedelt und durch Landarbeiter ersetzt.
Dahlem bestand in dieser Zeit im Jahr 1800 aus dem Dorf und Gut mit 14 Feuerstellen (= Haushalten). Es gab zwei Ganzbauern, drei Ganzkossäten, eine Schmiede, einen Krug, eine Windmühle und eine Schäferei. Im gleichen Jahr erschien erstmals das Forsthaus Hundekehle. Für 80.000 Taler erwarb Carl Friedrich von Beyme das Gut. Dahlem kam im Jahr 1804 an die Kinder der Fürsten von Schönburg und von dort an die Familie von Beyme. Im Jahr 1817 bestand Dahlem aus dem Vorwerk Ruhleben, dem Forsthaus Hundekehle und Wirtshaus Paulsborn.
Nach dem Tod Beymes im Jahr 1838 verkaufte seine Tochter Charlotte von Gerlach 1841 das Dorf an den preußischen Domänenfiskus. Ab 1901 erfolgte die Aufteilung der Königlichen Domäne Dahlem mit dem Ziel, dort einen vornehmen Villenort mit angegliederten wissenschaftlichen Einrichtungen („Deutsches Oxford“) zu bauen. Die angrenzenden Gründerzeit-Villenkolonien in Lichterfelde West und Grunewald waren bereits eine begehrte und teure Wohnlage. In der Domäne lebte der Pächter mit 16 Jungen und Mägden sowie 35 Tagelöhnern. Es gab vier Arbeiter und drei Bediente. Die Domäne war 1935 Morgen groß; hinzu kamen zwei kleinere Besitzungen, die zusammen jedoch nur fünf Morgen Fläche belegten. Die Statistik verzeichnete weiterhin einen Grobschmiedemeister, einen Schankwirt und drei Arme. Im Jahr 1860 standen in der Domäne ein öffentliches, sowie 12 Wohn- und 14 Wirtschaftsgebäude, darunter eine Brennerei und eine Getreidemühle.

### Entwicklung ab 1901

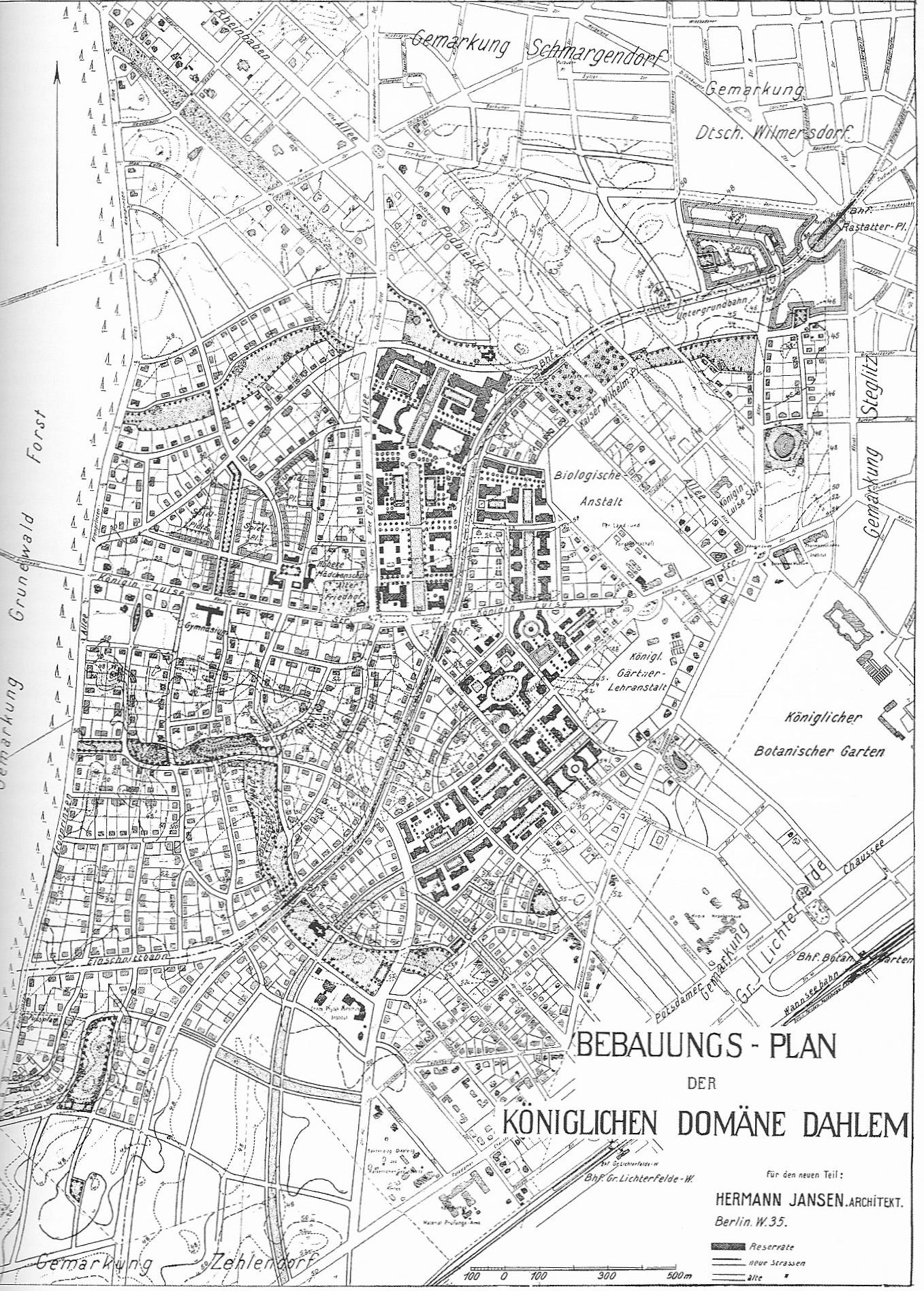
Bebauungsplan 1911 von Herman Jansen und Heinrich Schweitzer

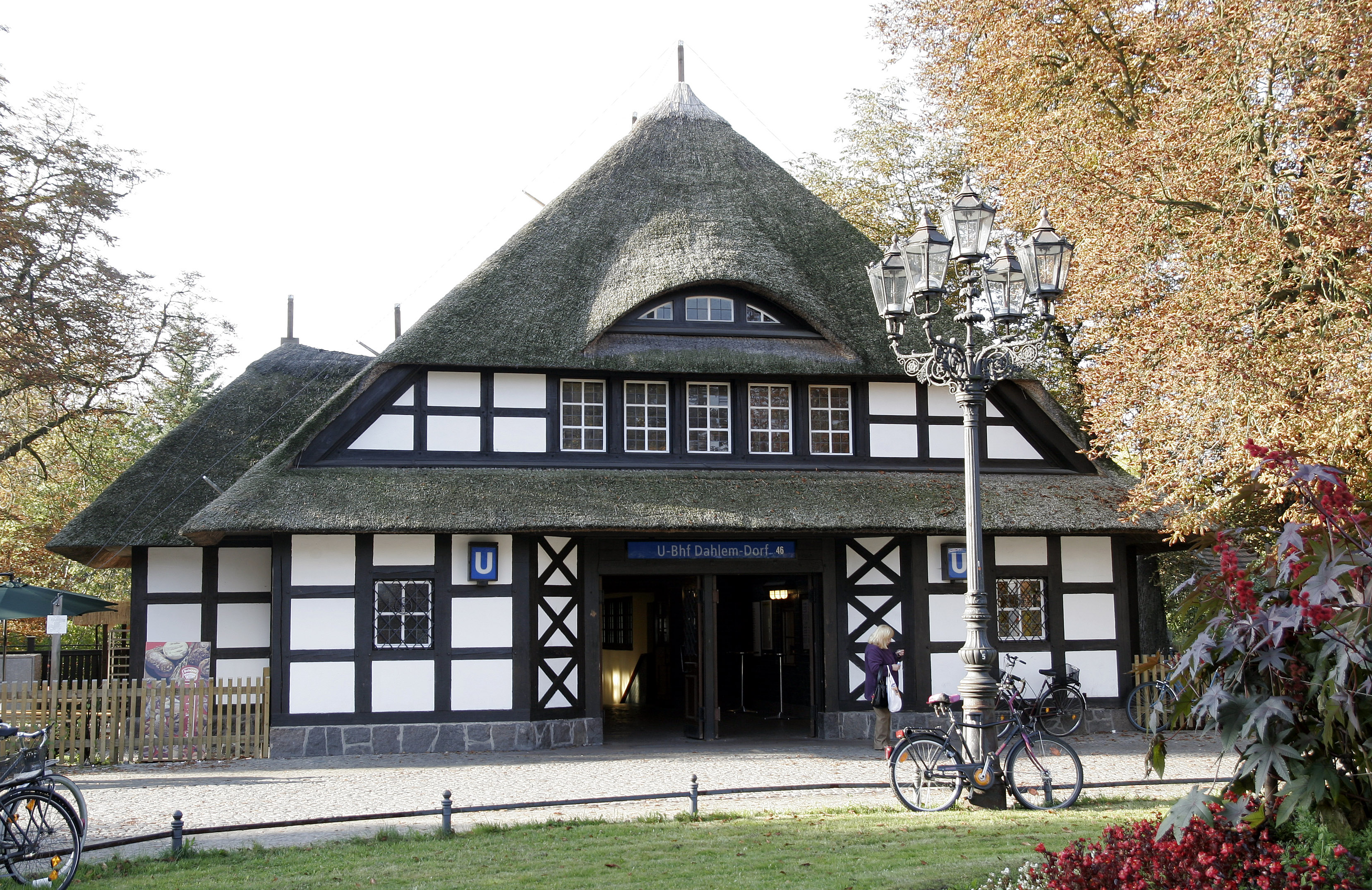
Eingang zum U-Bahnhof Dahlem-Dorf

Bis zum Ende des 19. Jahrhunderts gab es in Dahlem lediglich die traditionelle Verbindung zwischen Steglitz und dem Jagdschloss Grunewald, aus der die heutige Königin-Luise-Straße hervorging und den Dahlemer Weg, die Verbindung nach Schmargendorf und Zehlendorf. Die Pläne des preußischen Kulturpolitikers Friedrich Althoff zur Verlegung des Botanischen Gartens von Schöneberg nach Dahlem und für einen Wissenschaftsstandort („Deutsches Oxford“) führten ab 1897 zu ersten Veränderungen. Mit dem Ende des letzten Pachtvertrages der Domäne Dahlem, 1901, begann die Entwicklung zur heutigen Form. Am 25. März 1901 trat das Gesetz zur Aufteilung des Domänengeländes in Kraft, für dessen Umsetzung die Königliche Kommission zur Aufteilung der Domäne Dahlem zuständig war. Die ersten Mitglieder der Kommission waren Hugo Thiel, Ministerialdirektor im preußischen Landwirtschaftsministerium, Eberhard Ramm, Oberregierungsrat im preußischen Landwirtschaftsministerium und bis 1920 Amtsvorsteher der Domäne Dahlem, Rudolf Zarnack, Gutsverwalter, Nathan Dorn, für den Verkauf der Grundstücke zuständig, drei Beamte der beteiligten Ministerien sowie der Architekt Walter Kyllmann. Ab 1910 gehörten auch der erste Direktor der Kaiser-Wilhelm-Gesellschaft, Adolf von Harnack, und Hofbaumeister Ernst von Ihne der Kommission an. 1919 wurde sie in Staatliche Kommission zur Aufteilung der Domäne Dahlem umbenannt. Sie wurde erst 1933 im Rahmen von Verwaltungsreformen aufgelöst. Die Kommission war dem preußischen Finanz- und Landwirtschaftsministerium direkt unterstellt.

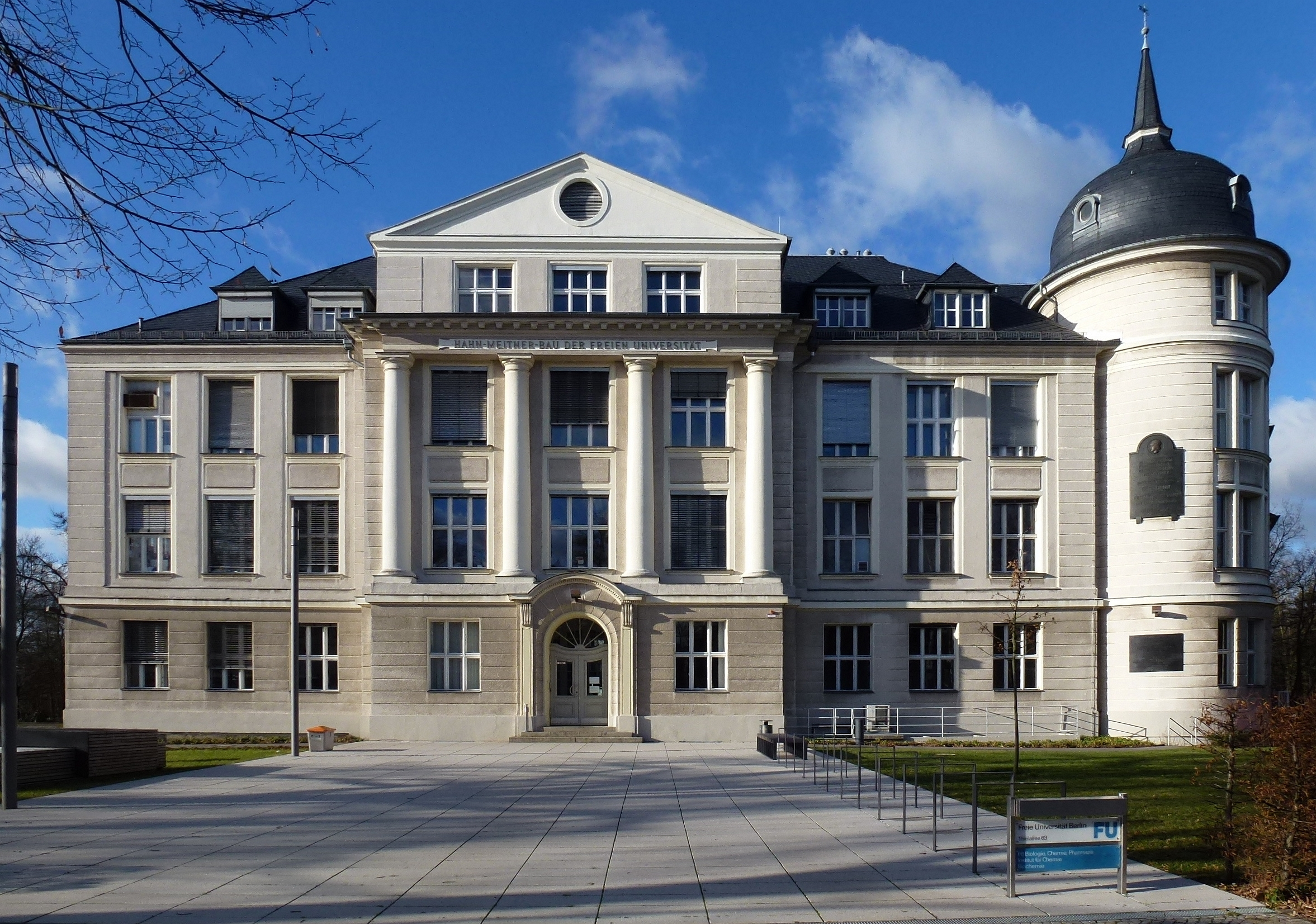
Hahn-Meitner-Bau der Freien Universität Berlin (ehemaliges Kaiser-Wilhelm-Institut für Chemie)

Die Kommission entschied sich, das Gelände für die Villenkolonie selber zu vermarkten um einen höheren Gewinn für den Staat zu erzielen und gleichzeitig die Bodenspekulation einzudämmen. Sie traf sich viele Jahre im Alten Krug in der Königin-Luise-Straße. Bereits 1898 gab es einen Plan von Walter Kyllmann zur Entwicklung der Villenkolonie, der einen Verbund mit den bereits bestehenden Villenkolonien in Grunewald, Steglitz und Lichterfelde in gleichförmiger Parzellierung vorsah. Aufgrund dieses Planes entstanden bis 1907 die Rheinbaben- und Podbielskiallee mitsamt den Nebenstraßen und die Altensteinstraße, ab 1902 die Habelschwerdter Allee, Goßlerstraße, Rudeloffweg, Von-Laue- und Boetticherstraße. Die Habelschwerdter Allee, Schorlemer-, Lentze-, Engler-, Thiel- und Pacelliallee wurden auf Wunsch Wilhelm II. mit breitem Mittelstreifen für Reitwege 1904 angelegt. Die als Anmarschweg des Garde-Schützen-Bataillon zu den Schießplätzen im Grunewald dienende Fabeckstraße wurde auf einer Hälfte gepflastert und auf der anderen Hälfte mit einem Marsch- und Reitweg versehen. 1908 erhielt auch der westliche Teil der Königin-Luise-Straße, der zu den Schießständen führte, eine Pflasterung. Bereits 1905 verkehrte hier die Straßenbahn der Gemeinde Steglitz.
Kyllmans Plan, der im Laufe der Zeit viele Veränderungen erfuhr, rief viel Kritik hervor, weil er wenig Rücksicht auf die landschaftlichen Gegebenheiten Dahlems nahm. Hugo Thiel zog deshalb 1907 für die weitere Planung, die unter anderem wegen der geplanten Einschnittbahn notwendig geworden war, den jungen Architekten Heinrich Schweitzer hinzu, der gemeinsam mit dem Stadtplaner Hermann Jansen einen neuen Bebauungsplan nach den Gesichtspunkten eines landschaftsbezogenen Städtebaus entwickelte. Die neu entstandene Einschnittbahn führte deshalb in einem weiten Bogen mit begrünten Böschungen bis zur damaligen Endhaltestelle U-Bahnhof Thielplatz. Die neugeplanten Straßen entstanden in einem geschwungenen, den natürlichen Höhenlinien folgenden Netz, das für eine optimale Besonnung der Grundstücke sorgen sollte. Die langen Grünzüge Messel- und Finkenpark sowie Thielpark und Schwarzer Grund bieten vielen Grundstücken eine Parklage.

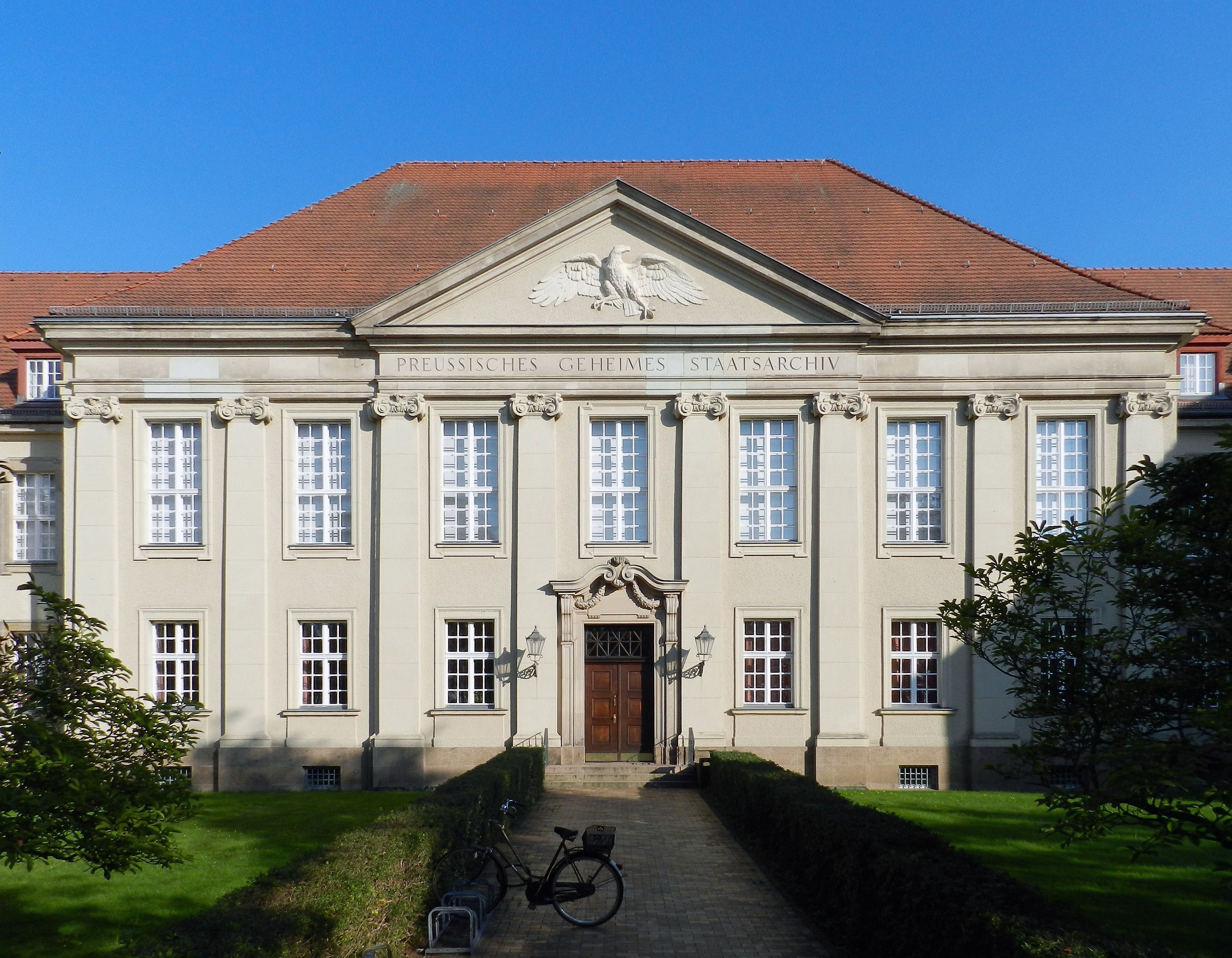
Geheimes Preußisches Staatsarchiv

Zwischen 1901 und 1915 entstanden so 539 Grundstücke für 27 Millionen Mark (kaufkraftbereinigt in heutiger Währung: rund 132 Millionen Euro) mit 384 privaten Neubauten. Die Anzahl der Bewohner wuchs von 194 auf 5500. Der Käufer war verpflichtet, innerhalb von zwei Jahren ein villenartiges Haus zu errichten und musste bei Überschreitung des Termins eine Vertragsstrafe von 1000 Mark pro Jahr zahlen. Die Besiedlung Dahlems blieb aufgrund der hohen Grundstückspreise nur wohlhabenderen Schichten vorbehalten, hierfür sorgte nicht zuletzt die Aufteilungskommission mit ihrem Verkaufsleiter Nathan Dorn. Trotzdem entstanden in Dahlem im Zuge der Ansiedlung von Behörden und Forschungsinstituten Mietwohnungen für mittlere Beamte und Wissenschaftler, wie in der Ladenbergstraße, in der Umgebung der Habelschwerdter Allee und am Corrensplatz.
Bei der Umsetzung der Pläne für eine Villenkolonie kam es zu Interessenkollisionen mit dem von Friedrich Althoff entwickelten Konzept für ein „Deutsches Oxford“. Die beiden Bebauungspläne von Kyllmann (1899) und Schweitzer/Jansen (1911) versuchten die unterschiedlichen Interessen zu berücksichtigen. Auf persönliche Intervention Kaiser Wilhelms II. wurden deshalb große Flächen für Staatsbauten reserviert.

### Eingemeindung nach Berlin

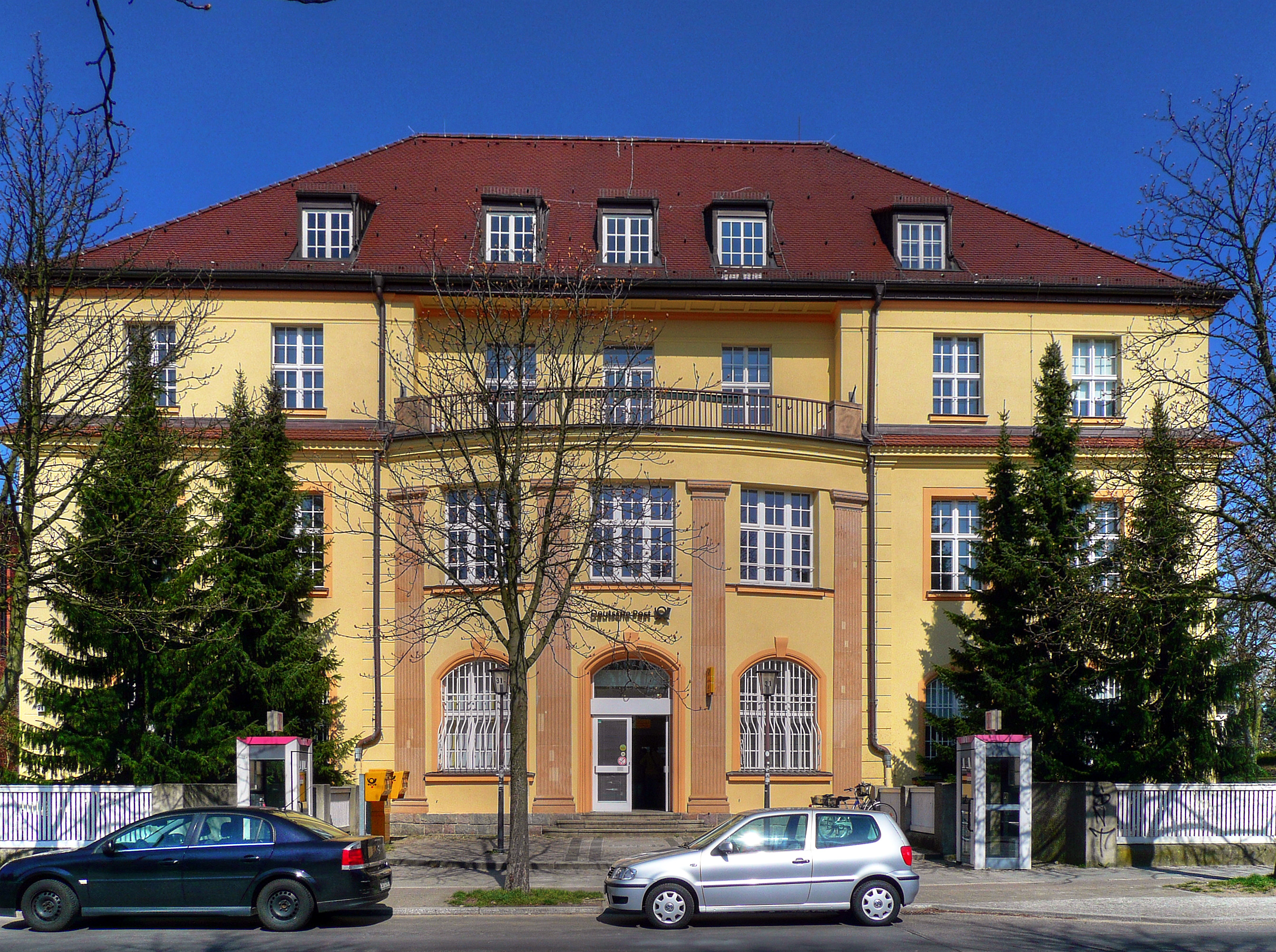
Ehemaliges Postamt in der Königin-Luise-Straße

Am 1. Oktober 1920 wurde der Gutsbezirk Berlin-Dahlem mit 6244 Einwohnern zusammen mit den Landgemeinden Zehlendorf, Wannsee und Nikolassee sowie den Gutsbezirken Kleinglienicke, Pfaueninsel und dem nördlichen Teil von Potsdam (Forst) im Bezirk Zehlendorf nach Groß-Berlin eingemeindet. Dies geschah trotz heftiger Proteste der Anwohner, die den Ort als „Domäne und Villenort Dahlem“ selbstständig belassen wollten. Die Aufteilungskommission blieb zwar erhalten, benötigte aber nun die Zustimmung des Magistrats von Berlin. Bei der Eingemeindung erhielt Dahlem die Gebiete bis zum heutigen Waldfriedhof sowie bis zum heutigen Goldfinkweg westlich der heutigen Clayallee. In die Jahre der Weimarer Republik fällt die Errichtung zahlreicher neuer Wohnbauten, die Fertigstellung des Geheimen Staatsarchivs, der Bau der St. Bernhard und der Jesus-Christus-Kirche, die Anlage des Waldfriedhofs und die Verlängerung der U-Bahn-Linie. Ebenfalls wurden die Wissenschaftsbauten der Kaiser-Wilhelm-Gesellschaft erweitert und der Umzug der Landwirtschaftlichen Hochschule realisiert. In dieser Zeit entstanden in Dahlem eine Reihe von Bauten der Moderne, für die die Bauten von Hans und Wassili Luckhardt mit Alfons Anker in der Schorlemerallee beispielhaft sind.

### Zeit des Nationalsozialismus
Eine einschneidende Veränderung in der Zeit des Nationalsozialismus war die Verdrängung und Emigration der jüdischen und oppositionellen Wissenschaftler und Bewohner Dahlems. Ein großer Teil der Bevölkerung des Ortsteils gehörte nach 1933 zur Führungsriege der NSDAP, wie Außenminister Joachim von Ribbentrop, Reichsbankpräsident Hjalmar Schacht und Konstantin von Neurath, um nur einige zu nennen. In die Villen der Vertriebenen oder Enteigneten zog die nationalsozialistische Elite, wie Martin Bormann, Heinrich Himmler, SA-Stabschef Viktor Lutze und Reichsbauernführer Walther Darré. Viele namhafte Militärs wohnten ebenfalls in Dahlem, darunter Wilhelm Keitel, Walther von Brauchitsch, Friedrich Paulus, Albert Kesselring, Erich von Manstein, Alfred Jodl, Heinz Guderian und Karl Dönitz.

### Neue Grenzen durch die Gebietsreform 1938

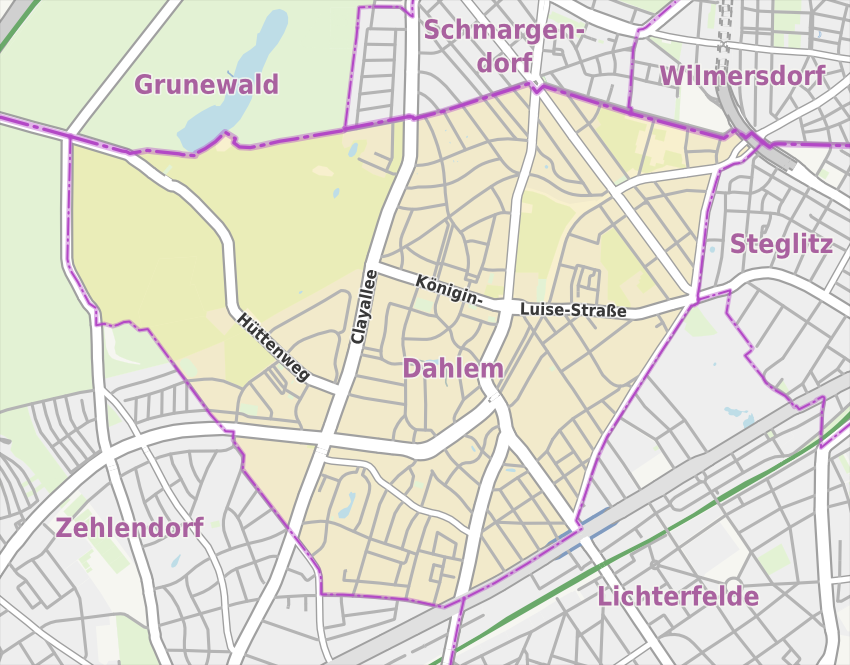
Dahlem in den Grenzen von 1938

Die Berliner Gebietsreform mit Wirkung zum 1. April 1938 hatte zahlreiche Begradigungen der Bezirksgrenzen sowie einige größere Gebietsänderungen zur Folge, von denen auch Dahlem betroffen war. Die Nordgrenze verlief von nun ab entlang der Lentzeallee und der Pücklerstraße. Die Ostgrenze zu Steglitz, die bisher mitten durch die Häuserblöcke verlief, bildete nun die Englerallee und die Altensteinstraße die Grenze zu Lichterfelde. Im Süden wurde das Gebiet südlich der Berliner Straße – mit dem Staatlichen Materialprüfungsamt – Lichterfelde zugeordnet und die Schützallee wurde zur Südgrenze. Im Westen ging ein Stück vom Grunewald von Wilmersdorf an Dahlem, sodass das Jagdschloss Grunewald heute in Dahlem liegt. Durch die geänderten Grenzen kam nun der Botanische Garten, der bei seiner Gründung auch nur teilweise in Dahlem lag, vollständig zu Lichterfelde.
Die wichtigste Änderung war aber der Verlust des Villengebietes um die Rheinbabenallee, das im Rahmen der ersten Bebauungsphase ab 1901 entstand und in seinem städtebaulichen Bezug noch immer zu Dahlem gehört. Dieses Gebiet umfasste die Linie vom Wilden Eber entlang der Warnemünder Straße, Hundekehlestraße, Hagenstraße bis zur Höhmannstraße, dann entlang der Linie Regerstraße, Wildpfad, Waldmeisterstraße, Goldfinkweg bis zur Pücklerstraße, die ab jetzt die Nordgrenze bildete.

### Bebauung in den 1930er Jahren

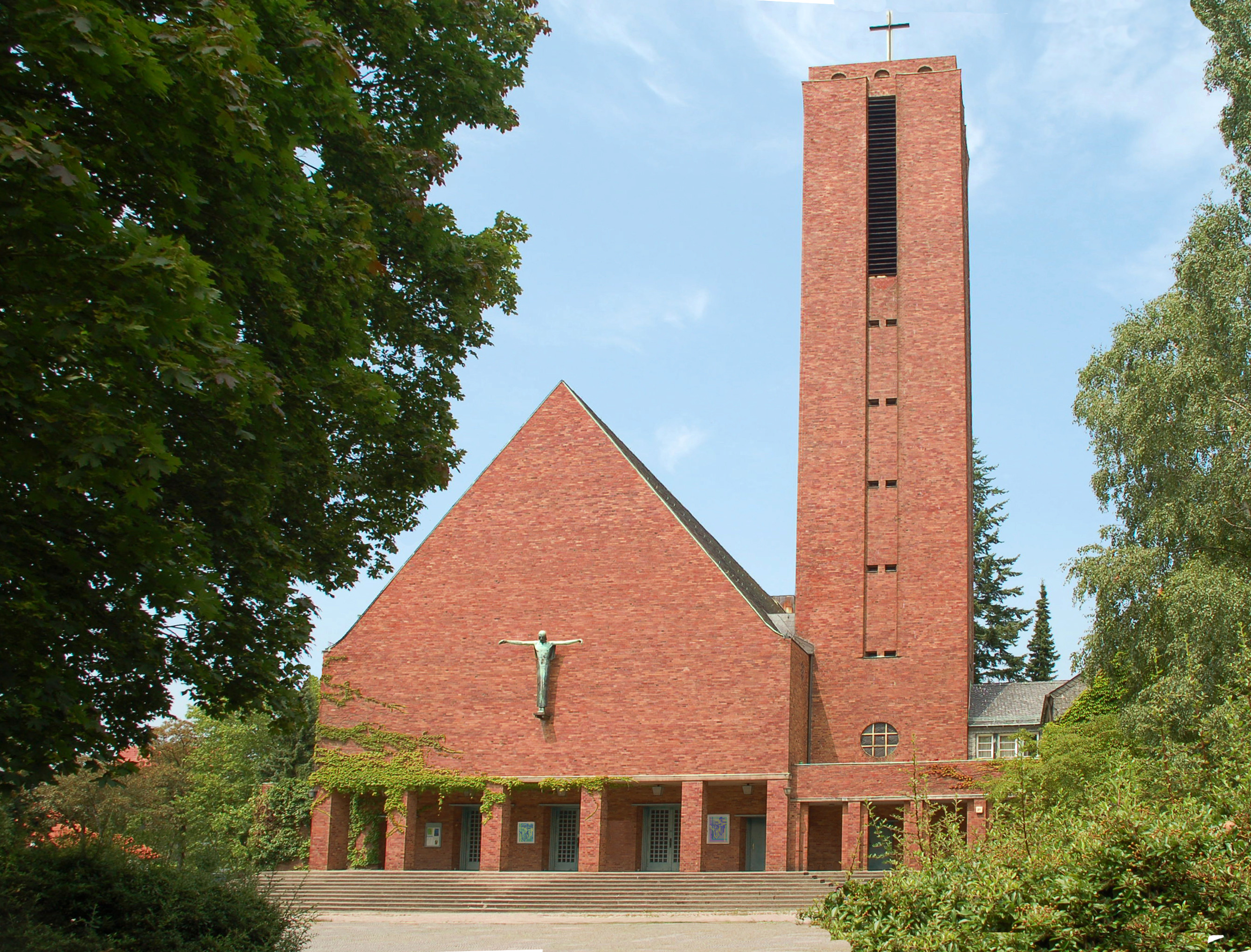
Evangelische Jesus-Christus-Kirche

Von 1936 bis 1938 entstand auf dem damals noch ungenutzten Gelände an der Kronprinzenallee (heute: Clayallee) das Luftgaukommando III Berlin (später: US-Hauptquartier). Zusammen mit den Dienstwohngebäuden in der Saargemünder Straße gehört diese von Fritz Fuß errichtete Anlage zu den ersten monumentalen Bauten, die vom neuen Baustil der Nationalsozialisten zeugen. Ein weiteres Gebäude aus dieser Zeit ist das Ateliergebäude für Arno Breker von Hans Freese, das zwischen 1939 und 1942 errichtet wurde.
Im Jahr 1938 wurde die Familie Wertheim gezwungen, nicht nur ihre Kaufhäuser, sondern auch ihr Grundstück an der Messel- und Max-Eyth-Straße (heute in Schmargendorf) zu verkaufen. Das Grundstück wurde parzelliert und die darauf befindliche, von Max Landsberg entworfene Villa Wertheim aus dem Jahr 1910 abgerissen. Es entstanden mehrere Wohnhäuser wie auch die Villa Riefenstahl für die Regisseurin Leni Riefenstahl.

### Gleichschaltung und Widerstand
Nach der „Machtergreifung“ hatten die Nationalsozialisten in den Forschungseinrichtungen und Behörden die administrative und ideologische Führung übernommen. Die Institute der Kaiser-Wilhelm-Gesellschaft stellten sich mehr oder weniger freiwillig in die Dienste der Nationalsozialisten. Dies hatte zur Folge, dass jüdische Wissenschaftler ihre Anstellung verloren oder von ihren Ämtern zurücktraten und ins Ausland flohen. Hierzu gehörten Albert Einstein, der Deutschland bereits im Dezember 1932 verlassen hatte und nicht mehr zurückkehrte. Sein Nachfolger als Direktor am Kaiser-Wilhelm-Institut für Physik, der Niederländer Peter Debye verließ Deutschland 1939. Danach wurde das Institut dem Heereswaffenamt unterstellt um die Nutzung der Kernspaltung zu erforschen.
Nach Entzug ihrer Lehrbefugnis 1933 konnte Lise Meitner als österreichische Staatsbürgerin ihre Arbeit zunächst am privaten Kaiser-Wilhelm-Institut für Chemie fortsetzen. Nach dem Anschluss Österreichs war sie nun aber als gebürtige Jüdin in besonderer Weise gefährdet und konnte dank Otto Hahns Hilfe im Juli 1938 nach Schweden emigrieren.
Am Kaiser-Wilhelm-Institut für physikalische Chemie und Elektrochemie waren bereits im April 1933 auf der Grundlage der Arierparagraphen alle jüdischen Mitarbeiter entlassen worden. Der Institutsleiter, Nobelpreisträger Fritz Haber, ließ sich im Mai 1933 in den Ruhestand versetzen und verließ Deutschland im Herbst 1933, um nach Cambridge zu gehen. Das Institut wurde der Heeresverwaltung unterstellt und die militärische Forschung wieder aufgenommen.
Weitere Institute, die sich in den Dienst der nationalsozialistischen Sache stellten, waren das Kaiser-Wilhelm-Institut für Anthropologie, menschliche Erblehre und Eugenik, das Reichsgesundheitsamt, das unter seinem neuen systemtreuen Präsidenten Hans Reiter die Abteilung „Menschliche Erblehre und Rassenpflege zur Förderung der erbgesunden, kinderreichen Familie deutschen Blutes“ einrichtete. Die Materialprüfungsanstalt und das Institut für Wasser-, Boden- und Lufthygiene erfüllten ebenfalls kriegsbedingte Aufgaben.
Martin Niemöller war von 1931 bis zu seiner Inhaftierung 1937 Pfarrer der evangelischen Kirchengemeinde Berlin-Dahlem, die sich unter seiner Führung zu einem Zentrum des kirchlichen Widerstands entwickelte. Sein Vertreter bis 1940 wurde Helmut Gollwitzer. Die zweite Bekenntnissynode der Bekennenden Kirche wurde 1934 in Dahlem abgehalten, die das kirchliche Notrecht ausrief.

## Bevölkerung
| Jahr | Einwohner |
| ---- | --------- |
| 1858 | 00165     |
| 1871 | 00105     |
| 1880 | 00139     |
| 1890 | 00174     |
| 1900 | 00135     |
| 1910 | 3.431     |
| 1919 | 6.244     |

| Jahr | Einwohner |
| ---- | --------- |
| 1930 | 12.541    |
| 1938 | 10.482    |
| 1946 | 09.485    |
| 1950 | 11.358    |
| 1960 | 12.016    |
| 1970 | 10.532    |
| 1987 | 10.975    |
| 2000 | 13.876    |

| Jahr | Einwohner |
| ---- | --------- |
| 2007 | 14.734    |
| 2010 | 15.671    |
| 2015 | 16.276    |
| 2020 | 16.916    |
| 2021 | 16.839    |
| 2022 | 16.938    |
| 2023 | 16.874    |
| 2024 | 16.726    |

## Sehenswürdigkeiten

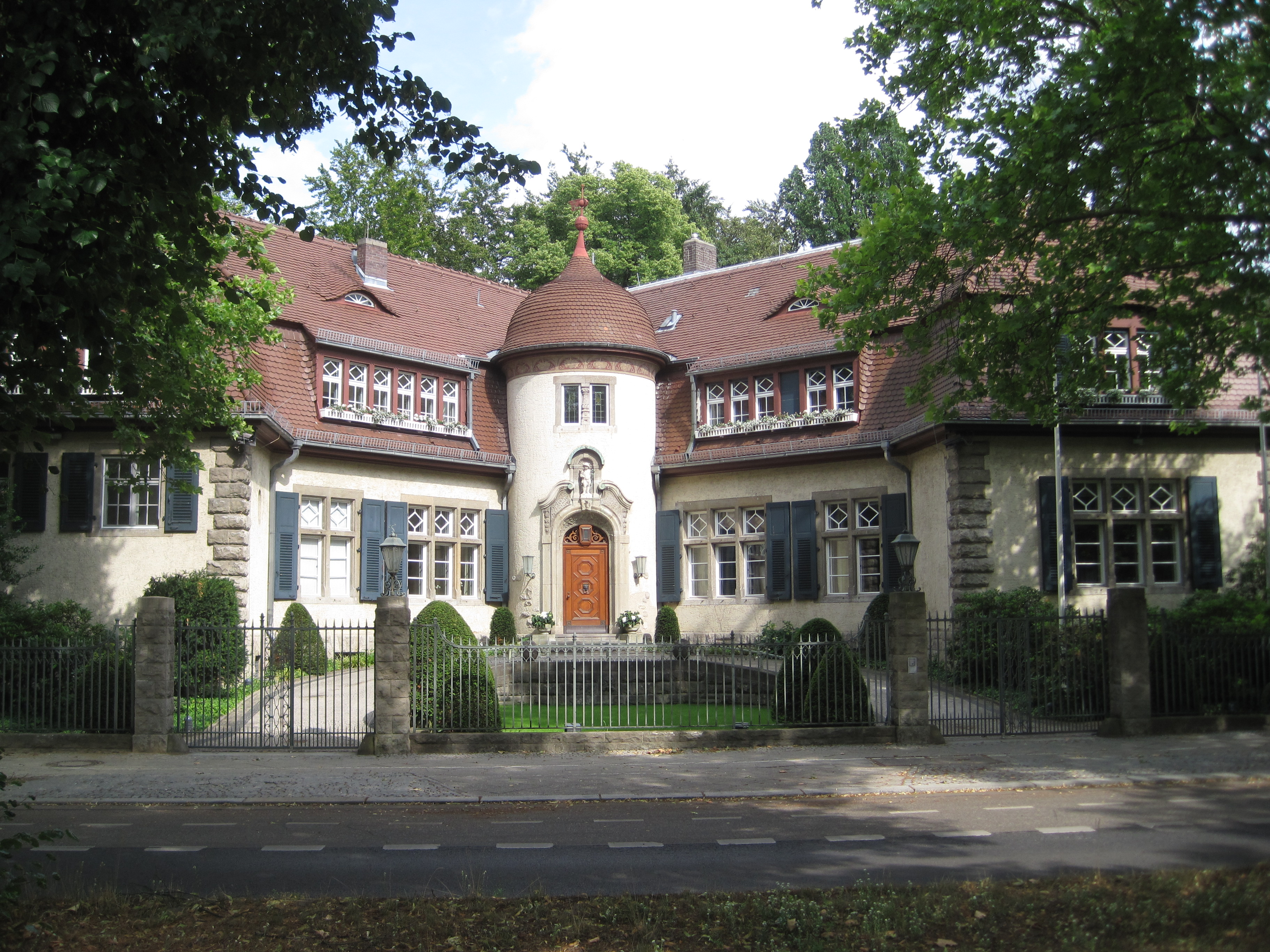
Villa Stauß, 1949–1991 Residenz des amerikanischen Stadtkommandanten

### Bauten
- Jagdschloss Grunewald mit Gemäldesammlung und Ausflugslokal
- Philologische Bibliothek der Freien Universität Berlin von Architekt Lord Norman Foster
- St.-Annen-Kirche
- Palais Gerstenberg

Der dem Ortsteil Dahlem oftmals zugeschriebene Botanische Garten liegt allerdings nicht in Dahlem, sondern seit der Gründung von Groß-Berlin im Jahr 1920 in Lichterfelde. Ursprünglich (1895) gehörte rund ein Viertel der Fläche zur Gemarkung Dahlem (siehe Grafik im Artikel Botanischer Garten Berlin).

### Museen

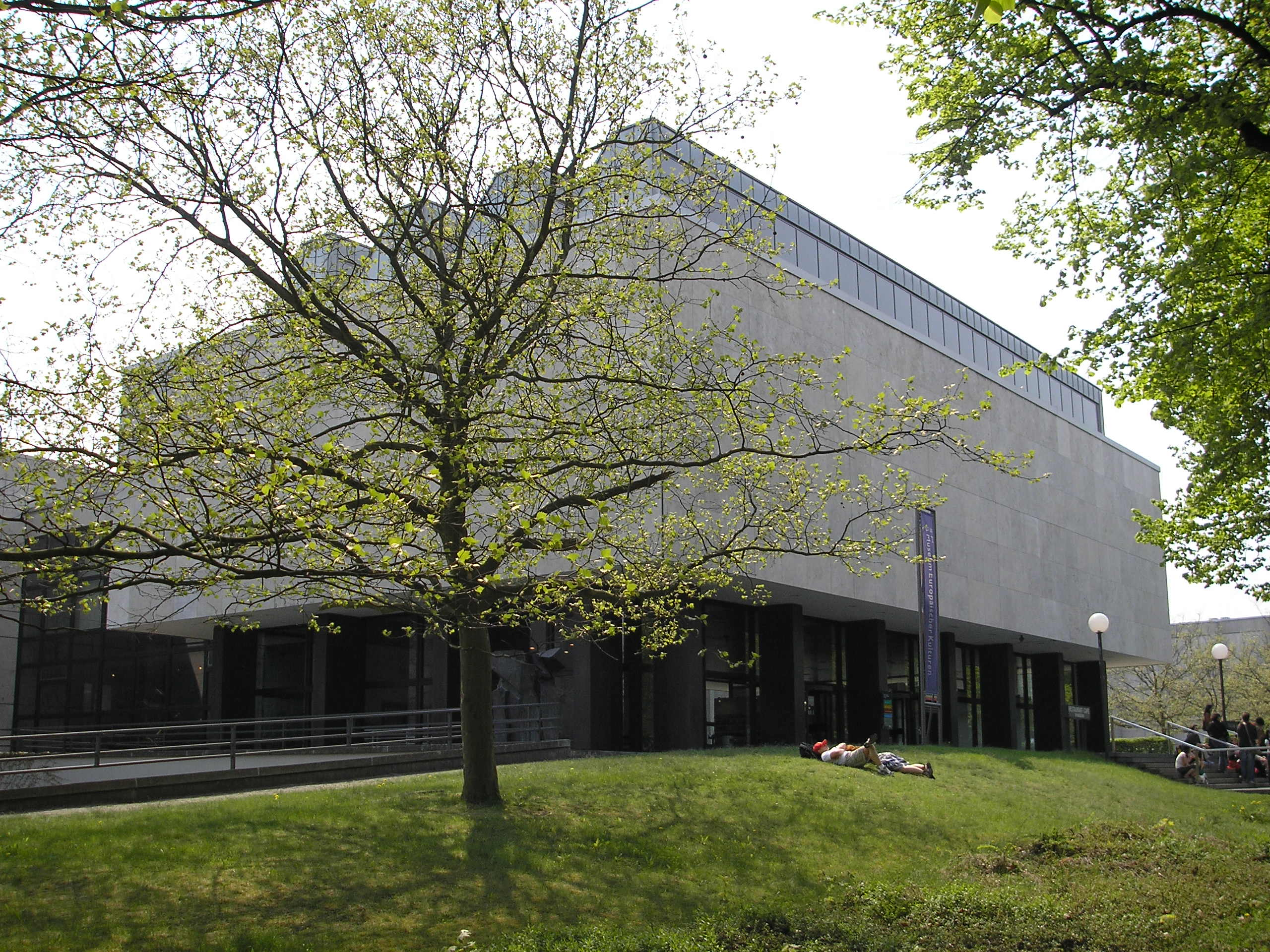
Museen Dahlem

- Museumszentrum Berlin-Dahlem mit dem Museum Europäischer Kulturen
- Domäne Dahlem – agrarhistorisches Freilichtmuseum
- Brücke-Museum
- Alliiertenmuseum zur Geschichte des Kalten Krieges in Berlin
- Ruine der Künste
- Kunsthaus Dahlem

### Wissenschaftsstandort Dahlem

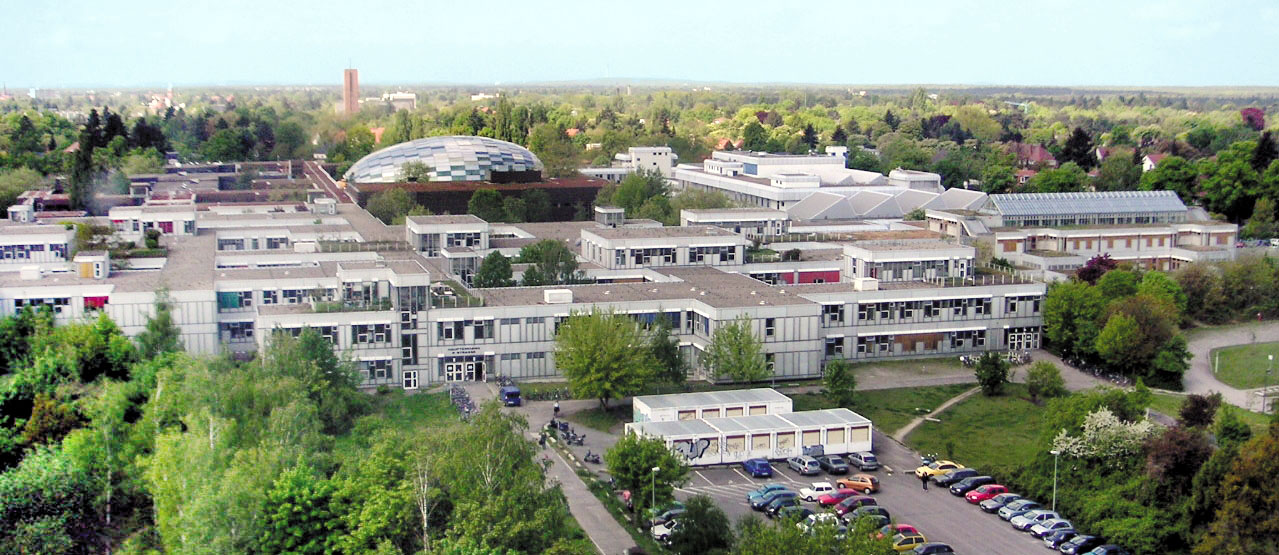
Institutsgebäude der Freien Universität Berlin

- Freie Universität Berlin, beispielsweise mit dem Dahlem Centre of Plant Sciences
- Max-Planck-Gesellschaft, hervorgegangen aus den Kaiser-Wilhelm-Instituten, die in Dahlem gegründet wurden
  - Archiv der Max-Planck-Gesellschaft
  - Fritz-Haber-Institut der Max-Planck-Gesellschaft
  - Max-Planck-Institut für Bildungsforschung
  - Max-Planck-Institut für molekulare Genetik
  - Max-Planck-Institut für Wissenschaftsgeschichte
  - Harnack-Haus, Tagungszentrum der Max-Planck-Gesellschaft
- Bundesanstalt für Materialforschung und -prüfung
- Deutsches Archäologisches Institut
- Deutsche Universität für Weiterbildung
- Zuse-Institut Berlin
- Geheimes Preußisches Staatsarchiv
- Institut für Museumsforschung
- Institut für Arbeitsmedizin der Charité
- Julius Kühn-Institut – Bundesforschungsinstitut für Kulturpflanzen
- Umweltbundesamt (Standort Berlin), bis 1994 Institut für Wasser-, Boden- und Lufthygiene (Eingliederung in das Umweltbundesamt)

## Verkehr
Dahlem wird im Südosten von der Bundesstraße 1 und im Nordosten vom Abzweig Steglitz der Berliner Stadtautobahn tangiert. Die Linie U3 der Berliner U-Bahn verläuft mit fünf Haltestellen (Oskar-Helene-Heim, Freie Universität [Thielplatz], Dahlem Dorf, Podbielskiallee und Breitenbachplatz) durch den Ortsteil.
Der U-Bahnhof Dahlem-Dorf wurde 1987 in Japan zum schönsten U-Bahnhof Europas gekürt. Die Raumskulpturen Liebespaare auf dem Bahnsteig schuf der in Berlin lebende und 2012 verstorbene Bildhauer Wolf van Roy.

## Persönlichkeiten

### Söhne und Töchter Dahlems

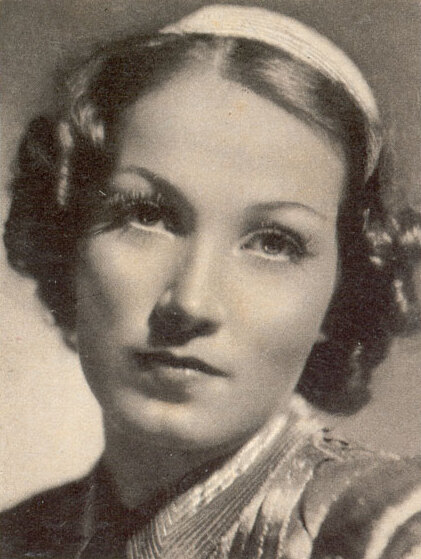
Brigitte Horney

- Brigitte Horney (1911–1988), Schauspielerin
- Richard Kirsch (1915–1971), Chirurg und Hochschullehrer
- Wilhelm Anhalt (1917–1979), Fregattenkapitän der Bundesmarine und Politiker (CDU)
- Karl-Eduard von Schnitzler (1918–2001), Chefkommentator des Fernsehens der DDR, Autor und Moderator der Sendung Der schwarze Kanal
- Hanno Hahn (1922–1960), Kunsthistoriker und Architekturforscher, Sohn von Otto Hahn
- Peter Kraske (1923–2019), Theologe, Superintendent in West-Berlin und Leiter der Kirchenkanzlei der Evangelischen Kirche der Union
- Konrad Kraske (1926–2016), Politiker (CDU)
- Maurus Berve OSB (1927–1986), Benediktinermönch und Abt der Abtei Neuburg bei Heidelberg
- Götz von Boehmer (1929–2019), Jurist und Botschafter
- Paul Mersmann der Jüngere (1929–2017), Bildhauer und Maler
- Edgar Ott (1929–1994), Schauspieler und Synchronsprecher
- Wolfgang Döring (1934–2020), Architekt und Hochschulprofessor
- Karsten Peter Thiessen (1936–2024), Chemiker und Hochschullehrer, Entdecker des Tribogalvanischen Effekts
- Karin von Wangenheim (1937–2019), Schauspielerin und Malerin
- Nora von Collande (* 1958), Schauspielerin und Autorin
- Volkmar Scholz (* 1965), Leichtathlet

### Weitere mit Dahlem verbundene Personen
- Georg Adam von Pfuhl (1618–1672), kurbrandenburgischer General, Herr auf Dahlem
- Adolf Jandorf (1870–1932), Unternehmer, Gründer des KaDeWe, lebte in der Villa Gelfertstraße 32–34
- Otto Hahn (1879–1968), Chemiker, und seine Frau Edith Junghans (1887–1968), Malerin, lebten bis 1945 in der Altensteinstraße 48
- Ludwig Fulda (1862–1939), Bühnenautor und Übersetzer, lebte in Dahlem
- Arthur Zarden (1885–1944), Staatssekretär im Reichsfinanzministerium, lebte in Dahlem
- Max Baldner (1887–1946), Cellist und Musiklehrer, lebte in Dahlem
- Gustav Stolper (1888–1947), Wirtschaftsjournalist und Politiker (DDP), lebte in Dahlem
- Bruno Asch (1890–1940), Kommunalpolitiker (SPD), lebte in Dahlem
- Joachim von Ribbentrop (1893–1946), NS-Politiker, besaß in Dahlem in der Lentzeallee 7–9 ein Haus („Ribbentrop-Villa“)
- Fritz Lang (1890–1976), Regisseur und Drehbuchautor, lebte in der Schorlemerallee 7a
- Toni Stolper (1890–1988), Wirtschaftswissenschaftlerin und Journalistin, lebte in Dahlem
- Kurt Hueck (1897–1965), Botaniker, Direktor des Instituts für landwirtschaftliche Botanik in Dahlem
- Camilla Spira (1906–1997), Schauspielerin, lebte in Dahlem
- Brigitte Helm (1908–1996), Filmschauspielerin, lebte in der Schorlemerallee 12
- Hildegard Knef (1925–2002), Schauspielerin und Chansonsängerin, überlebte die letzten Kriegswochen als Geliebte des Reichsfilmdramaturgen Ewald von Demandowsky in der Villa Gelfertstraße 37